# British Steel
| 전문가 평가                   | 전문가 평가                        |
| 평가 점수                     | 평가 점수                          |
| 출처                          | 점수                               |
| ----------------------------- | ---------------------------------- |
| About.com                     | (30th anniv. edition)              |
| AllMusic                      | [ 3 ]                              |
| BBC Music                     | (favourable) (30th anniv. edition) |
| Encyclopedia of Popular Music | [ 5 ]                              |
| PopMatters                    | 8/10 (30th anniv. edition)         |
| Rolling Stone                 | (favourable)                       |
| Sputnikmusic                  | 2.0/5.0                            |
| Record Collector              | (30th anniv. edition)              |

《British Steel》은 영국의 헤비 메탈 밴드 주다스 프리스트의 여섯 번째 스튜디오 음반으로, 1980년 4월 11일, CBS 레코드에서, 1980년 5월, 컬럼비아 레코드에서 발매되었다. 이 음반은 밴드의 첫 번째로 데이브 홀랜드가 드럼에 참여한 음반이었다.
《월 오브 사운드》의 에듀케이트 에보니 팟캐스트와의 인터뷰에서 막스 카발레라는 《British Steel》이 모두가 들어야 하는 "필수 스래시 메탈" 음반이라고 말하며 "《British Steel》이 아니었다면 메탈리카에게 물어볼 수 있었을 것"이라고 말했다.

## 배경
《British Steel》은 그 밴드가 《Killing Machine》에 세운 상업적인 사운드를 다시 보았다. 2017년 6월 시리우스 라디오 팟캐스트 "롤링 스톤 뮤직 나우"에 출연한 롭 핼퍼드는 이 밴드가 1979년 유럽 투어에서 그들을 지지한 후 일부 트랙에서 AC/DC로부터 영감을 받았을 수도 있다고 말했다. 《British Steel》은 1979년 12월 스타트링 스튜디오에서 잘못된 출발을 한 후 티튼허스트 구내에 위치한 녹음실인 전 비틀즈 멤버 링고 스타의 고향인 티튼허스트 파크에서 녹음되었다. 녹음 당시에는 디지털 샘플링이 아직 널리 보급되지 않았기 때문에 밴드는 〈Breaking the Law〉에 포함될 우유병을 으깨는 아날로그 녹음과 당구 큐와 커틀러리의 쟁반에 의해 생산된 〈Metal Gods〉의 다양한 소리를 사용했다. 이 음반은 드러머 데이브 홀랜드가 등장한 최초의 주다스 프리스트 음반으로, 영국에서는 3.99파운드의 할인 가격으로 발매되었으며, 음악 신문의 광고에는 전설 "브리티시 스틸"이 실렸다. 〈Breaking the Law〉, 〈United〉, 그리고 〈Living After Midnight〉는 싱글로 발매되었다.
이 음반은 2001년에 두 개의 보너스 트랙이 추가되어 리마스터 되었다. 보너스 스튜디오 트랙 〈Red, White & Blue〉는 《Twin Turbos》 음반 (《Turbo》가 될 것)의 세션에서 쓰여졌고 1985년 7월에 나소의 컴퍼스 포인트 스튜디오에서 녹음되었다. 〈Grinder〉의 라이브 공연인 두 번째 보너스 트랙은 1984년 5월 5일 로스엔젤레스에서 《Defenders of the Faith》 투어를 하는 동안 녹음되었다.
2009년, 주다스 프리스트는 처음으로 《British Steel》을 통째로 라이브로 연주하며 미국에서 30주년 기념 투어를 시작했다. 모든 곡이 라이브로 연주된 다른 주다스 프리스트 음반은 《Defenders of the Faith》와 《Rocka Rolla》뿐이지만, 둘 중 어느 것도 원래의 LP 런닝 순서나 같은 투어(미국 데뷔 LP는 영국 버전과 다른 런닝 순서를 가지고 있었다)에서 연주되지 않았다.

## 곡 목록
모든 곡들은 글렌 팁턴, 롭 핼퍼드 그리고 K. K. 다우닝에 의해 작사/작곡하였다.
| #  | 제목                 | 재생 시간 |
| -- | -------------------- | --------- |
| 1. | 〈Rapid Fire〉       | 4:08      |
| 2. | 〈Metal Gods〉       | 4:00      |
| 3. | 〈Breaking the Law〉 | 2:35      |
| 4. | 〈Grinder〉          | 3:58      |
| 5. | 〈United〉           | 3:55      |

| #  | 제목                                    | 재생 시간 |
| -- | --------------------------------------- | --------- |
| 6. | 〈You Don't Have to Be Old to Be Wise〉 | 5:04      |
| 7. | 〈Living After Midnight〉               | 3:31      |
| 8. | 〈The Rage〉                            | 4:44      |
| 9. | 〈Steeler〉                             | 4:30      |

## 인증
| 국가                       | 인증     | 판매량/출하량 |
| -------------------------- | -------- | ------------- |
| 캐나다 (뮤직 캐나다)       | 골드     | 50,000^       |
| 스웨덴 (GLF)               | 골드     | 50,000^       |
| 영국 (BPI)                 | 실버     | 60,000^       |
| 미국 (RIAA)                | 플래티넘 | 1,000,000^    |
| ^출하량을 기반으로 한 인증 |          |               |